# Luigi Sacchi
Luigi Sacchi (geb. 4. August 1805 in Mailand, gest. 22. Juni 1861 ebenda) war ein italienischer Maler, Holzschneider, Graveur, Lithograf und Fotograf.

## Familie
Luigi Sacchi war der zweite Sohn von Giuseppe Sacchi, einem Beamten in der österreichischen Verwaltung, und Teresa, geb. Sommariva. Luigis älterer Bruder, der – wie sein Vater – Giuseppe hieß, wurde 1804 geboren.
Luigi Sacchi heiratete 1835 Elisabetta Mangiarotti, mit der er die Kinder Ester (1836–?) und Archimede (1837–1886) hatte.

## Zeitgeschichtlicher Kontext
Luigi Sacchi lebte in der politisch unruhige und kriegerischen Zeit des Risorgimento, also der Bestrebungen zur Bildung eines unabhängigen Nationalstaates Italien, zwischen 1815 und 1870.
Anfang des 19. Jahrhunderts, als Luigi Sacchi geboren wurde, bestand Italien aus zahlreichen voneinander unabhängigen Einzelstaaten. Das Land war ab März 1796 Schauplatz mehrerer militärischer Auseinandersetzungen zwischen Frankreich und Österreich und ihren jeweiligen Verbündeten. Seit dem Frieden von Rastatt von 1714 gehörte die Lombardei mit ihrer Hauptstadt Mailand den österreichischen Habsburgern; 1796 eroberte jedoch Napoleon Bonaparte die Lombardei und machte Mailand zur Hauptstadt der Cisalpinischen Republik. Im Wiener Kongress von 1815 wurden Mailand und die Lombardei (sowie Venetien) wiederum Österreich zugesprochen. 1848 kam es zum Fünf-Tage-Aufstand der italienischen Bevölkerung gegen die österreichische Besatzung, in dessen Zuge die österreichischen Truppen zunächst aus Mailand vertrieben wurden, diese Stadt aber drei Monate später wieder einnahmen. Nach der Niederlage Österreichs gegen die französischen Truppen und das mit ihnen verbündete Heer des Königreiches Sardinien-Piemont in der Schlacht von Solferino am 24. Juni 1859 fiel die Lombardei 1859 an Sardinien-Piemont unter Viktor Emanuel II. So wurde Sardinien-Piemont zur Keimzelle des entstehenden Königreichs Italien. Luigi Sacchis Vater Giuseppe war Beamter in der österreichischen Verwaltung; Luigi selbst hingegen ließ Sympathien mit der italienisch-nationalistischen Einigungsbewegung erkennen.

## Lebensweg
Ab 1822 besuchte Luigi Sacchi die Malklasse der Accademia di Belle Arti di Brera (Akademie der Schönen Künste) in dem Mailänder Stadtteil Brera, die damals von dem neoklassizistischen Maler Luigi Sabatelli (1772–1850) geleitet wurde. Da dieser jedoch wegen seiner Arbeit an der Dekoration der Sala dell'Iliade im Palazzo Pitti in Florenz abwesend war, übernahm Francesco Hayez (1791–1882) den Unterricht, der prägenden für die künstlerische Orientierung seines Schülers Luigi Sacchi wurde. Nicht weniger bedeutsam für Sacchi war Domenico Aspari (1745–1830), bei dem er Gravurtechniken erlernte, die einen wichtigen Teil seiner späteren beruflichen Tätigkeit ausmachen sollten. Von Sacchis frühen malerischen Werk, das verschollen ist, sind durch die Kataloge der jährlichen Ausstellungen in Brera noch die Sujets bekannt. Sacchi war demnach Historienmaler mit Schwerpunkt auf dem Spätmittelalter und der Frührenaissance.
Luigi Sacchi gründete mit seinem Bruder Giuseppe (1804–1891) und mit seinem Vetter Defendente Sacchi (1796–1840), einem Schriftsteller und Journalisten, im Jahr 1835 die Zeitschrift „Cosmorama pittorico“, in der zum ersten Mal das Bild gegenüber dem Text eine führende Rolle einnahm. In diesem Sinne kann die „Cosmorama pittorico“ als eine der ersten Illustrierten gelten. Die Zeitschrift sollte das künstlerische und kulturelle Erbe der italienischen Halbinsel dokumentieren und bekanntmachen. Sie wurde recht erfolgreich.
Sacchi gab zwischen 1840 und 1842 den illustrierten historischen Roman „I Promessi Sposi“ („Die Verlobten“ / „Die Brautleute“) des italienischen Autors Alessandro Manzoni (1785–1873) heraus, an dessen Illustrationen nach Zeichnungen von Francesco Gonin (1808–1889) angesehene französische und englische Graveure mitwirkten. Diesem Werk folgten die illustrierten Ausgaben des Epos' „Gerusalemme liberata“ („Befreites Jerusalem“) und der Mundartgedichte von Carlo Porta (1775–1821) und Tommaso Grossi (1791–1853).
Schon ab 1839, also von dem Jahr an, in dem sie erfunden wurde, befasste Sacchi sich mit Fotografie; zunächst mit Daguerreotypie, dann mit Kalotypie. Da er ihre möglichen kommerziellen Anwendungen frühzeitig erkannte, widmete der vormalige Maler und Graveur Sacchi sich ab 1845 ausschließlich Fotografie.
Seine frühen fotografischen Arbeiten präsentierte er 1846 auf der „Esposizione dell’Industria Lombarda“ („Lombardischen Industrieausstellung“) und im Jahr darauf (1847) in Venedig auf dem IX. Kongress italienischer Wissenschaftler („Congresso degli Scienziati italiani“).
1859 stellte Sacchi in Paris eine Serie von Aufnahmen der Fresken von Bernardino Luini (1482–1532) in der Mailändischen Kirche San Maurizio al Monastero Maggiore aus, die ihm einhelliges Lob eintrugen. Ebenfalls 1859 gab er dreizehn Ausgaben der Zeitschrift „L’Artista“ („Der Künstler“) heraus, die er selbst redigierte und die mit Originalfotos illustriert war.
Im Jahr 1851 begann er mit dem Projekt, das zur Veröffentlichung des vierbändigen Buches „Monumenti, vedute e customi d’Italia“ („Denkmäler, Ansichten und Bräuche Italiens“) führte. Die vier Bände erschienen zwischen 1852 und 1855 mit jeweils 25 Bildern und genauen, informativen Anmerkungen. Dieses Werk brachte Sacchi eine Silbermedaille auf der Weltausstellung 1855 in Paris ein.

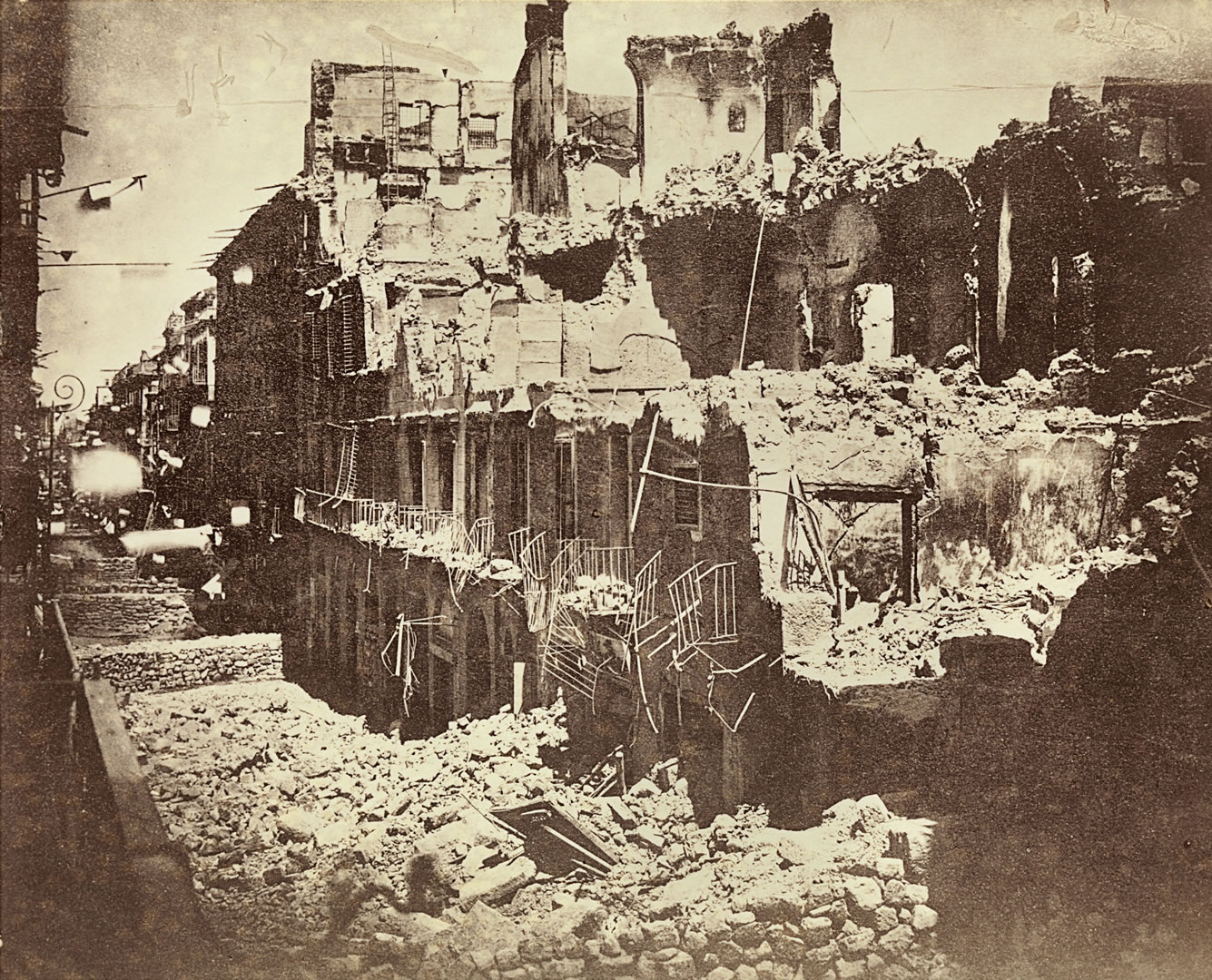
Nach der Eroberung Palermos durch die Truppen Giuseppe Garibaldis, 1860: Die Via di Toledo mit der Ruine des Dominikaner-Klosters Santa Caterina, Foto von Luigi Sacchi

Im Jahr 1859, während des zweiten italienischen Unabhängigkeitskriegs, fertigte Sacchi Fotografien der Kriegsschauplätze an, darunter sein Foto der Brücke von Magenta (Lombardei), das am Tag der Schlacht bei Magenta am  4. Juni 1859 aufgenommen wurde, und das Foto von Giuseppe Garibaldis Haus auf Caprera, das Sacchi am 30. November 1860 aufnahm. Sacchi gilt, zusammen mit Stefano Lecchi (geb. zwischen 1803 und 1805, gest. nach dem 12. Juni 1866), als einer von sehr wenigen Fotografen der Brennpunkte und Ereignisse des Risorgimento.
Sacchi starb am 22. Juni 1861 in Mailand an Herzproblemen.

## Veröffentlichungen von Luigi Sacchi
- Luigi Sacchi, „Studii intorno alla storia civile delle arti belle in Italia“ („Studien zur bürgerlichen Geschichte der schönen Künste in Italien“), Mailand 1856, Verlag: Tipografia Guglielmini, Digitalisat

## Ausstellungen etc.
- Am 11. September 1996 wurde in der Calcografia in Rom die Ausstellung eröffnet: „Alle origini della fotografia. Luigi Sacchi luci grafo, Milano, 1805–1861“, organisiert vom Istituto Nazionale per la Grafica, in Zusammenarbeit mit der Accademia di Belle Arti di Roma, http://www.risorgimento.it/rassegna/index.php?id=65161&ricerca_inizio=0&ricerca_query=&ricerca_ordine=&ricerca_libera=

- Neue Pinakothek München, „‚Pathos und Idylle‘. Italien in Fotografie und Malerei“, Sammlung Dietmar Siegert, Ausstellung: 21. Mai bis 21. September 2015, https://photography-now.com/exhibition/107468